# Station Inowrocław Rąbinek
Station Inowrocław Rąbinek is een spoorwegstation in de Poolse plaats Inowrocław.